# Giuseppe D'Urso
Giuseppe D'Urso (Catania, Italia, 15 de septiembre de 1969) fue un atleta italiano, especializado en la prueba de 800 m en la que llegó a ser subcampeón mundial en 1993.

## Carrera deportiva
En el Mundial de Stuttgart 1993 ganó la medalla de plata en los 800 metros, con un tiempo de 1:44.86 segundos, llegando a la meta tras el keniano Paul Ruto y por delante del también keniano Billy Konchellah.